# 朝仓孝景十七条
朝仓孝景十七条（日语：朝倉敏景十七箇条）是室町时代中期武将、越前国守护朝仓孝景(朝倉敏景)制定的分国法，也称朝仓孝景十七个条、英林壁书，是治理家国的基本规定。制定于文明11年（1479年）至文明13年（1481年）之间。